# My Little Pony - Pony Life
My Little Pony - Pony Life (My Little Pony: Pony Life) è una serie animata irlandese e statunitense del 2020, spin-off della serie animata My Little Pony - L'amicizia è magica creata da Lauren Faust. Le protagoniste di questa serie sono le stesse di quella precedente, ma questa volta sono disegnate in stile super-deformed. La serie presenta una comicità più immatura, demenziale e surreale rispetto alla precedente. Ogni episodio contiene 2 mini episodi. In Canada è stata trasmessa in prima visione mondiale dal 21 giugno 2020 sul canale Treehouse TV, mentre negli USA è iniziata il 7 novembre 2020 sul canale Discovery Family.
In Italia era previsto il suo esordio su Boomerang il 14 dicembre 2020, ma il canale ha iniziato a trasmetterlo dal 7 dicembre (in replica il giorno successivo) omettendo la sua presenza sulla guida TV. La serie è andata in onda su Cartoonito a partire dall'8 febbraio 2021.

## Trama
La serie mostra le 6 protagoniste vivere strambe avventure a Ponyville in contesti di vita quotidiana.

## Personaggi
Twilight Sparkle
Un alicorno femmina dal manto viola e la criniera blu, magenta e viola molto studiosa e precisa.
Doppiata da: Tara Strong in originale e da Emanuela Pacotto in italiano
Pinkie Pie
Una pony di terra dal manto rosa e la criniera fucsia molto allegra e simpatica.
Doppiata da: Andrea Libman in originale e da Chiara Francese in italiano
Rarity
Un unicorno femmina dal manto bianco e la criniera viola molto snob ma generosa.
Doppiata da: Tabitha St. Germain in originale e da Camilla Gallo in italiano
Rainbow Dash
Una pegaso dal manto azzurro e la criniera arcobaleno molto tenace e coraggiosa.
Doppiata da: Ashleigh Ball in originale e da Federica Valenti in italiano
Applejack
Una pony di terra dal manto arancione e la criniera bionda molto schietta e onesta.
Doppiata da: Ashleigh Ball in originale e da Benedetta Ponticelli in italiano
Fluttershy
Una pegaso dal manto giallo e la criniera rosa molto fifona ma gentile.
Doppiata da: Andrea Libman in originale e da Benedetta Ponticelli in italiano

## Episodi
Sui palinsesti italiani i titoli degli episodi 2 e 5 sono stati erroneamente scambiati, tuttavia gli episodi trasmessi seguono lo stesso ordine cronologico di quelli originali.

### Prima stagione (2020-2021)
| N° | Titolo originale                            | Titolo italiano                              | Prima TV originale | Prima TV Italia  |
| -- | ------------------------------------------- | -------------------------------------------- | ------------------ | ---------------- |
| 1  | Princess Probz - Part 1                     | Travolgente Dessert reale (prima parte)      | 21 giugno 2020     | 7 dicembre 2020  |
| 1  | Princess Probz - Part 2                     | Travolgente Dessert reale (seconda parte)    | 21 giugno 2020     | 7 dicembre 2020  |
| 2  | The Best of the Worst - Part 1              | Il migliore tra i peggiori (prima parte)     | 21 giugno 2020     | 7 dicembre 2020  |
| 2  | The Best of the Worst - Part 2              | Il migliore tra i peggiori (seconda parte)   | 21 giugno 2020     | 7 dicembre 2020  |
| 3  | How Applejack Got Her Hat Back - Part 1     | Il cappello di Applejack (prima parte)       | 28 giugno 2020     | 8 dicembre 2020  |
| 3  | How Applejack Got Her Hat Back - Part 2     | Il cappello di Applejack (seconda parte)     | 28 giugno 2020     | 8 dicembre 2020  |
| 4  | Cute-Pocalypse Meow - Part 1                | Il nuovo amico di Fluttershy (prima parte)   | 28 giugno 2020     | 8 dicembre 2020  |
| 4  | Cute-Pocalypse Meow - Part 2                | Il nuovo amico di Fluttershy (seconda parte) | 28 giugno 2020     | 8 dicembre 2020  |
| 5  | Bad Thing No. 3 - Part 1                    | La terza sfortuna (prima parte)              | 5 luglio 2020      | 9 dicembre 2020  |
| 5  | Bad Thing No. 3 - Part 2                    | La terza sfortuna (seconda parte)            | 5 luglio 2020      | 9 dicembre 2020  |
| 6  | Pinkie Pie: Hyper-Helper - Part 1           | Pinkie Pie super aiutante (prima parte)      | 5 luglio 2020      | 9 dicembre 2020  |
| 6  | Pinkie Pie: Hyper-Helper - Part 2           | Pinkie Pie super aiutante (seconda parte)    | 5 luglio 2020      | 9 dicembre 2020  |
| 7  | The Trail Less Trotten                      | Pony quasi escursionisti                     | 12 luglio 2020     | 10 dicembre 2020 |
| 7  | Death of a Sales-Pony                       | L'impero dei biscotti                        | 12 luglio 2020     | 10 dicembre 2020 |
| 8  | Big Hoof Walking                            | Caccia al Ponytauro                          | 12 luglio 2020     | 10 dicembre 2020 |
| 8  | The Fluttershy Effect                       | Effetto Fluttershy                           | 12 luglio 2020     | 10 dicembre 2020 |
| 9  | The Fast and Furriest                       | Pelosi al volante                            | 19 luglio 2020     | 11 dicembre 2020 |
| 9  | Disappearing Act                            | Rarity la maga                               | 19 luglio 2020     | 11 dicembre 2020 |
| 10 | Badge of Shame                              | La campionessa delle istruzioni              | 19 luglio 2020     | 11 dicembre 2020 |
| 10 | Discord's Peak                              | Lo scout solitario                           | 19 luglio 2020     | 11 dicembre 2020 |
| 11 | A Camping We Will Go                        | Rarity e il campeggio                        | 26 luglio 2020     | 12 dicembre 2020 |
| 11 | Campfire Stories                            | Storie da falò                               | 26 luglio 2020     | 12 dicembre 2020 |
| 12 | Friendship Gems                             | L'amicizia è preziosa                        | 26 luglio 2020     | 12 dicembre 2020 |
| 12 | Dol-FIN-ale                                 | Finalmente... Fin Tastic                     | 26 luglio 2020     | 12 dicembre 2020 |
| 13 | Potion Mystery                              | Il mistero delle pozioni                     | 2 agosto 2020      | 13 dicembre 2020 |
| 13 | Sick Day                                    | La quarantena di Pinkie Pie                  | 2 agosto 2020      | 13 dicembre 2020 |
| 14 | Meet Potion Nova!                           | Piacere, Potion Nova                         | 2 agosto 2020      | 13 dicembre 2020 |
| 14 | Pony Surfin' Safari                         | Il triangolo delle perdute                   | 2 agosto 2020      | 13 dicembre 2020 |
| 15 | All Bottled Up                              | Intrappolate                                 | 9 agosto 2020      | 4 gennaio 2021   |
| 15 | All That Jitters                            | Il primo giorno da apprendista               | 9 agosto 2020      | 4 gennaio 2021   |
| 16 | I, Cookie                                   | Biscotti parlanti                            | 9 agosto 2020      | 4 gennaio 2021   |
| 16 | Keynote Pie                                 | Pinkie in affari                             | 9 agosto 2020      | 4 gennaio 2021   |
| 17 | Ponies of the Moment                        | Il video virale                              | 23 agosto 2020     | 5 gennaio 2021   |
| 17 | One Click                                   | Le meraviglie di un click                    | 23 agosto 2020     | 5 gennaio 2021   |
| 18 | Zound Off                                   | Onomatopea                                   | 23 agosto 2020     | 5 gennaio 2021   |
| 18 | Unboxing Day                                | Lo spacchettamento                           | 23 agosto 2020     | 5 gennaio 2021   |
| 19 | Don't Look a GIF Horse in the Mouth         | Il regalo perfetto per Pinkie Pie            | 30 agosto 2020     | 6 gennaio 2021   |
| 19 | The Root of It                              | Applejack e la noia                          | 30 agosto 2020     | 6 gennaio 2021   |
| 20 | The Mysterious Voice                        | La voce misteriosa                           | 30 agosto 2020     | 6 gennaio 2021   |
| 20 | The 5 Habits of Highly Effective Ponies     | Fluttershy e il dilemma del bozzolo          | 30 agosto 2020     | 6 gennaio 2021   |
| 21 | Game Knight                                 | Il gioco di Twilight                         | 6 settembre 2020   | 7 gennaio 2021   |
| 21 | Director Spike's Mockumentary               | Spike regista                                | 6 settembre 2020   | 7 gennaio 2021   |
| 22 | Whoof-dunnit                                | Detective Rarity e la visiera perduta        | 6 settembre 2020   | 7 gennaio 2021   |
| 22 | Dear Tabby                                  | Consigli scomodi                             | 6 settembre 2020   | 7 gennaio 2021   |
| 23 | Pie Vs. Pie                                 | Pie contro Pie                               | 13 settembre 2020  | 8 gennaio 2021   |
| 23 | Superb Six                                  | Le magnifiche 6                              | 13 settembre 2020  | 8 gennaio 2021   |
| 24 | The Debut Taunt                             | Il debutto di Rarity                         | 13 settembre 2020  | 8 gennaio 2021   |
| 24 | Flutterdash                                 | Lo spettacolo sportacolare                   | 13 settembre 2020  | 8 gennaio 2021   |
| 25 | The Rarity Report                           | Uno sport per Rarity                         | 26 dicembre 2020   | 9 gennaio 2021   |
| 25 | The Great Divide                            | Amiche contro                                | 26 dicembre 2020   | 9 gennaio 2021   |
| 26 | The Great Collide                           | Tutti contro tutti                           | 26 dicembre 2020   | 9 gennaio 2021   |
| 26 | Sportacular Spectacular Musical Musak-Cular | La cerimonia finale                          | 26 dicembre 2020   | 9 gennaio 2021   |

### Seconda stagione (2021)
| N° | Titolo originale                     | Titolo italiano                      | Prima TV originale | Prima TV Italia |
| -- | ------------------------------------ | ------------------------------------ | ------------------ | --------------- |
| 27 | Cute Impact                          | La cometa di zucchero filato cosmico | 10 aprile 2021     | 3 maggio 2021   |
| 27 | The Crystal Capturing Contraption    | Fluttershy inviata speciale          | 10 aprile 2021     | 3 maggio 2021   |
| 28 | The Comet Section                    | Anatomia di una cometa               | 10 aprile 2021     | 3 maggio 2021   |
| 28 | Cotton Candy-Colored Glasses         | Uno spettacolo per tutti             | 10 aprile 2021     | 3 maggio 2021   |
| 29 | Close Encounters of the Balloon Kind | Paura dell'ignoto                    | 17 aprile 2021     | 4 maggio 2021   |
| 29 | The Tiara of Truth                   | La tiara della verità                | 17 aprile 2021     | 4 maggio 2021   |
| 30 | Terrorarium                          | Un vegetale mutante                  | 17 aprile 2021     | 4 maggio 2021   |
| 30 | Bubble Trouble                       | La bolla gigante                     | 17 aprile 2021     | 4 maggio 2021   |
| 31 | Time After Time Capsule              | La capsula del tempo                 | 24 aprile 2021     | 5 maggio 2021   |
| 31 | The Great Cowgirl Hat Robbery        | Il furto del cappello da Cowgirl     | 24 aprile 2021     | 5 maggio 2021   |
| 32 | Planet of the Apps                   | Il pianeta delle App                 | 24 aprile 2021     | 5 maggio 2021   |
| 32 | Back to the Present                  | Ritorno al presente                  | 24 aprile 2021     | 5 maggio 2021   |
| 33 | Magical Mare-story Tour              | Il magico Tour di Ponyville          | 1 maggio 2021      | 6 maggio 2021   |
| 33 | Life of Pie                          | In cucina con Pinkie                 | 1 maggio 2021      | 6 maggio 2021   |
| 34 | The Rarest of Occasions              | L'occasione più rara                 | 1 maggio 2021      | 6 maggio 2021   |
| 34 | Portal Combat                        | Amici per sempre                     | 1 maggio 2021      | 6 maggio 2021   |
| 35 | What Goes Updo                       | Acconciature all'ultimo grido        | 8 maggio 2021      | 7 maggio 2021   |
| 35 | Communication Shakedown              | Problemi di comunicazione            | 8 maggio 2021      | 7 maggio 2021   |
| 36 | Lolly-Pop                            | Il Clown Lollypop                    | 8 maggio 2021      | 7 maggio 2021   |
| 36 | Little Miss Fortune                  | Rainbow Dash, Star del circo         | 8 maggio 2021      | 7 maggio 2021   |
| 37 | Playwright or Wrong                  | Il giorno dell'intrattenimento       | 15 maggio 2021     | 10 maggio 2021  |
| 37 | The Shows Must Go On                 | La grande occasione di Rarity        | 15 maggio 2021     | 10 maggio 2021  |
| 38 | The De-stress Ball                   | L'ansia da palcoscenico              | 15 maggio 2021     | 10 maggio 2021  |
| 38 | Mad Props                            | Oggetti di scena nel caos!           | 15 maggio 2021     | 10 maggio 2021  |
| 39 | Magic Is Ahoof                       | La magia è in azione                 | 22 maggio 2021     | 11 maggio 2021  |
| 39 | Journey to the Center of the 'cord   | Viaggio al centro del caos           | 22 maggio 2021     | 11 maggio 2021  |
| 40 | One Last Wish                        | Una festa... caotica                 | 22 maggio 2021     | 11 maggio 2021  |
| 40 | Wild Hearts Beats                    | Caos e armonia                       | 22 maggio 2021     | 11 maggio 2021  |